# Mount Beddie
Mount Beddie (französisch Mont Beddie) ist ein abgerundeter, schneebedeckter und 435 m hoher Berg im Südwesten der Brabant-Insel im Palmer-Archipel. Er ragt auf der Hulot-Halbinsel auf.
Vermutlich wurde der Berg bei der Vierten Französischen Antarktisexpedition (1903–1905) unter der Leitung des Polarforschers Jean-Baptiste Charcot kartiert und benannt. Verzeichnet ist er jedoch unter diesem Namen erst auf Kartenmaterial, das bei Charcots nachfolgender Antarktisexpedition (1908–1910) entstand. Der Benennungshintergrund ist nicht überliefert.